# Паприн
Паприн — вид белково-витаминного концентрата из дрожжей, биомасса которых выращена на среде парафинов — отходов переработки нефти.
Паприн содержит большое количество (не менее 56 % сухой массы) дрожжевого белка и обеспечивает быстрый набор массы животных, кормящихся этим продуктом. Паприн активно производился в СССР и странах «социалистического лагеря», однако после выявления экономических и экологических проблем его производство было свёрнуто на различных заводах в период 1993—1995 годов.
В СССР первый крупный завод по производству паприна, мощностью 35 000 тонн в год, был пущен в 1973 году в городе Кстово. Как сырьё использовались отходы нефтепереработки. Для выращивания на парафинах в основном применялись дрожжи рода Candida (Candida guilliermondii, Candida maltosa, Candida lipolytica). В 1987 году в СССР производилось 1,1 млн тонн паприна и подобных белково-витаминных концентратов, что составляло 2/3 от общемировых объёмов.

## Историческая справка
В 1961 году в одной из лабораторий Московского отделения НИИ гидролизной и сульфитно-спиртовой промышленности (МОНИИГС) под началом заместителя заведующего отделом А. П. Крючковой и старшего научного сотрудника Г. И. Воробьёвой начались исследования штаммов дрожжей, способных окислять парафины, которые показали перспективы их промышленного использования.
Официальные исследования биологической ценности и безвредности углеводородных дрожжей были начаты в 1963 году при поддержке Всесоюзного научно-исследовательского института животноводства, Всесоюзного научно-исследовательского и технологического института птицеводства, Донецкого и Кубанского сельскохозяйственных институтов; и многих других.
Исследовательские коллективы возглавляли Н. Д. Иерусалимский, Г. К. Скрябин, М. Н. Мейсель, Е. И. Квасников, А. П. Крючкова. В лабораториях МОНИИГСа были проведены лабораторные и опытные исследования по выявлению оптимальной среды питания микроорганизмов, после чего препарат был отправлен директором МОНИИГС С. В. Чепиго в ГКНТ СССР, где был принят как перспективный проект.
С этого момента кормовой добавке присвоено название «белково-витаминный концентрат».
Начались государственные испытания нового препарата. Был создан специальный проблемный совет при АН СССР, который занимался проблемами и вопросами безопасности применения БВК, в том числе вопросами о токсичности для животных и человека, о влиянии на репродуктивную систему, о негативных процессах в человеческом организме ввиду потребления мяса и других продуктов, выращенных на БВК, об отдалённых последствиях для организма животных и человека.
Параллельно исследованиям в МОНИИГС проводились исследования в Институте питания при АМН СССР, где в 1961 году появилась специальная лаборатория в составе 70-80 человек, которая отвечала за проведение экспериментов на разных видах животных при поддержке Сухумского питомника — мышах, крысах, собаках и обезьянах. Когда была поставлена задача испытания БВК, в лабораторию были завезены бройлеры, куры-несушки, свиньи, поросята, ягнята, КРС, кобылы, овцы, жеребята и карп. В 11 областях и краях отрабатывались сбалансированные дозировки препарата. Безопасность БВК на углеводородах была подтверждена отечественными и иностранными учёными.
В 1963 году на Новочеркасском заводе синтетических продуктов по указу ВНИИсинтезбелка была запущена первая в СССР опытная установка (цех № 14) по производству кормового белкового препарата на углеводородах. Технология заключалась в том, что НЗСП брал сырьё не с НПЗ, а вырабатывал сам из широкой фракции, полученной по методу Фишера-Тропша на кобальтовом катализаторе из бурого угля. Установка проработала до 1990-х годов.
7 сентября 1963 года МОНИИГС было реорганизовано во Всесоюзный научно-исследовательский институт биосинтеза белковых веществ, который занимался проблемами разработки биотехнологических процессов получения белковой микробной биомассы на основе нетрадиционного сырья. С обновлением материально-технической базы здесь отрабатывались будущие варианты промышленного производства БВК.
В 1968 году был запущен первый в СССР завод по производству БВК — Уфимский опытно-промышленный завод белково-витаминных концентратов.
В 1971 году группе учёных, руководивших коллективами, разрабатывавшими проблему получения белковых веществ из углеводородов нефти, была присуждена Государственная премия СССР. Среди них были: Н. Д. Иерусалимский, Г. К. Скрябин, А. Д. Гололобов, Н. Б. Градова, М. Н. Мейсель, А. А. Покровский.
Государственные испытания белково-витаминного концентрата были завершены в 1984 году и показали пригодность паприна для использования в качестве кормовой добавки для всех видов сельскохозяйственных животных, птицы, пушных зверей, рыб в соответствии с зоотехническими нормами и показателями качества продукции.
В 1987 году, после аварии и больших газовоздушных выбросов на Киришском биохимическом заводе, в городе Кириши развернулось экологическое движение против БВК и его производства, которое к 1988 году переросло в движение всесоюзного масштаба. Активисты и неравнодушные к проблеме экологической безопасности биохимических заводов и самого белково-витаминного концентрата организовывали официальные и неофициальные ячейки охраны природы в городах Кириши, Новополоцк, Кременчуг, Ангарск. Благодаря общественным волнениям и активной позиции, гражданам удалось мотивировать Минмедбиопром и подчинённые ему организации решить подавляющее большинство экологических проблем, связанных в БВК к 1989 году. Однако ликвидация Минмедбиопрома, и, следовательно, микробиологической промышленности, не способствовала дальнейшему усовершенствованию технологии производства.
Производство БВК с 1989 года, по сути, шло по инерции и на заводах бывшего «Союзпромбелка» останавливалось в разное время. Последним закрытым производством был Новополоцкий завод БВК.

## Экологическая и экономическая проблематика

### Медицинская экспертиза и экологические проблемы

#### Остаточные парафины в клетках готового продукта (до обновления технологии с применением дозревания)
Несмотря на тщательные государственные проверки белково-витаминного концентрата, на практике и в ходе последующих перепроверок, были выявлены некоторые проблемы, которые заключались в остаточных парафинах, зафиксированных в готовом продукте. Проблемой занялся ВНИИсинтезбелок. Решением было исключение остаточных парафинов в биомассе с помощью процесса «дозревания», при котором биомасса пропускалась через специальные аппараты либо прогонялась через отсеки дозревания, предусмотренных промышленными ферментерами Б-50/АДР-900, где клетки продуцента будут вынуждены отдавать парафины в пользу более ценных веществ прозапас.

#### Неумелое обращение с продуктом — передозировка БВК в соотношении с основной массой комбикормов
Одной из главных проблем экологической небезопасности применения БВК является неправильное применение, а именно передозировка продуктом. В монографии кандидата химических наук Кузубовой Л. И. цитируется ценная работа Покровского А. А («Медико-биологические исследования углеводородных дрожжей (1964—1970 гг.)»), в которой отмечается, что при использовании БВК в количестве, не превышающем 25 % (в пересчёте на содержание белка) изменения в организме животного минимальны, а при 10 — 15 % добавке они не наблюдаются. Это значит, что добавка должна быть дозирована до оптимальных 15 % от общего объёма корма. У сельскохозяйственных животных, получавших в пищу паприн сверх нормы, наблюдались нарушения гормонального обмена и водно-солевого баланса, приводящие к отёкам. В их мясе было отмечено накопление аномальных аминокислот. По мнению доцента кафедры биохимии и биотехнологии Башкирского государственного университета (ныне Уфимский университет науки и технологий) Раисы Башировой, употребление такого мяса могло провоцировать обострения хронических заболеваний.
Таким образом, ограничения в потреблении паприна при кормлении скота являются обоснованными, так как при увеличении дозы дрожжей выше 25 — 30 % в ряде случаев отмечаются отклонения от нормального развития животных (отставания в весе, жировая инфильтрация печени и т. д.).

#### Газовоздушные выбросы из-за негерметичности и ненадёжности технологического оборудования
Другие проблемы касались экологической опасности процесса производства паприна, в частности, заболеваемости работников производящих предприятий и жителей прилегающих территорий бронхиальной астмой и кандидозом.

#### Форма
На Всесоюзной межотраслевой конференции по проблеме получения и применения кормового микробного белка, состоявшейся летом 1987 года, было высказано замечание о форме производимого продукта. Несмотря на признание важности БВК и необходимости его дальнейшего производства, члены конференции отметили, что в отрасли есть большое отставание по экологическому аспекту, а именно производство БВК не в гранулах, исключающих негативное воздействие на окружающую среду и человека, а в виде порошка.

### Экономические проблемы
Основные экономические причины, которые не позволили советским биохимическим заводам продолжать производство паприна в период 1990-х годов:
- Возрастание стоимости нефти и нефтепродуктов на мировом рынке.
- Энергоёмкость процессов. Для производства кормового белка по технологиям XX века количество затрачиваемой электроэнергии в рамках рыночной экономики и кризисного периода 1990-х в СНГ оказалось невыгодным.
- Наукоёмкость для поддержания производства. Вместе с распадом СССР были расформированы такие институты, как ВНИИсинтезбелок, ВНИИбиотехника, ВНИИгидролиз и другие; все проектные институты, кроме: головного института «Гипробиосинтез», «Южгипробиосинтез» и его белорусского филиала «Белгипробиосинтез» (Минский медико-биотехнологический институт). Министерство медицинской и микробиологической промышленности было ликвидировано. Без этих институтов не представляется возможным дальнейшее совершенствование технологического процесса, в ходе которого планировалось достигнуть безвыбросной и безвредной технологии производства кормового белка.

По итогу научно-практической конференции «Производство и использование кормового белка: современное состояние и перспективы», проходившей в 1989 году в Томске, было высказано мнение большинства её участников: необходимо запретить крупнотоннажное производство и промышленное использование микробного белка, прекратить проектирование и строительство новых заводов для его производства. Конференция сделала вывод об отсутствии необходимых технологий для безотходного производства и безопасного использования микробного белка; и об экономической необоснованности обеспечения животноводства кормовыми добавками на основе микробного белка при наличии резервов для производства кормов из растительного сырья, рыбной и мясокостной муки.
Достоверно неизвестно, были ли выделены средства на увеличение производства натуральных кормовых добавок, однако чтобы восполнить дефицит белка в 1989 году, потребовалось бы увеличить производство сои в 50 раз. Соевые бобовые на территориях СССР могли давать хороший урожай только в отдельных регионах Приморья и Крыма, в связи с чем увеличение производства сои не представлялось возможным, а использование мясокостной муки оказалось опасным из-за коровьего бешенства.
Противоположное мнение высказывает Валерий Алексеевич Быков, в прошлом министр медико-биологической промышленности СССР. Он считает, что производство белково-витаминных концентратов из непищевого сырья позволяло решить одну из проблем советской продовольственной программы, принятой в 1982 году: невозможность интенсификации животноводства из-за несбалансированности кормов по белку. Быков также указывает, что проблема хронического недостатка белка характерна для постсоветской России даже в большей степени, чем для последних лет существования СССР (потребление мяса в 1990 году составляло 70 кг на душу населения, а в 2009 году — 55 кг). По данным Института питания РАМН на 2009 год ежегодный дефицит белка в рационе россиян превышал 1 млн тонн (в среднем 7 кг чистого белка на человека в год). По словам кандидата медицинских наук Игоря Малеванного, в прошлом главного государственного санитарного врача по Ленинградской области, проблема выбросов белковой пыли, имевшая место на раннем этапе развития отрасли производства паприна, ко второй половине 1980-х годов была решена с использованием новых технологических решений, успешно внедрённых сначала на заводе в Кременчуге, затем в Киришах, а на Новополоцком и Ангарском заводах находившихся в стадии испытаний.
Таким образом именно в СССР производство кормовых дрожжей возымело наибольший экономический эффект, располагая достаточными технологиями и ресурсами (практически неограниченные запасы нефти и нефтепродуктов, перерабатываемых на десятках нефтеперерабатывающих заводов), чтобы организовать в большинстве случаев окупавшую себя промышленную отрасль, при наращивании мощностей способную восполнить недостаток по кормовому белку полностью. Для выполнения этой задачи потребовалось бы 16 заводов БВК, из которых к 1991 году построено было 8.